# Lemairegisa majorina
Lemairegisa majorina är en fjärilsart som beskrevs av Paul Dognin 1914. Lemairegisa majorina ingår i släktet Lemairegisa och familjen tandspinnare. Inga underarter finns listade i Catalogue of Life.